# Volo Indian Airlines 605
Il volo Indian Airlines 605 era un volo passeggeri interno partito da Bombay e diretto a Bangalore. Il 14 febbraio 1990 un Airbus A320-231, registrato come VT-EPN, si schiantò su un campo da golf mentre tentava di atterrare a Bangalore, uccidendo 92 delle 146 persone a bordo.
Il team investigativo indiano stabilì che la probabile causa erano i piloti che avevano selezionato la modalità di controllo "Open descent/Flight idle" piuttosto che "Glideslope capture", consentendo all'aereo di scendere molto al di sotto della corretta traiettoria di volo. Inoltre non riuscirono a spostare in avanti le manette o a tirare su anche dopo che il GPWS richiamava l'altitudine, mentre l'aereo si avvicinava alla pista. Il rapporto affermava che l'equipaggio del volo 605 non era a conoscenza della situazione e del pericolo che stavano affrontando in quel momento, con conseguente ritardo nel reagire durante la discesa.
Dopo l'incidente la commissione investigativa indiana emanò 62 raccomandazioni alla direzione generale dell'aviazione civile indiana (DGCA), tra cui una registrazione dell'accaduto sui registratori del controllo del traffico aereo (ATC) e la formazione di diversi comitati investigativi specializzati in diverse questioni operative dell'aviazione. Inclusa nella raccomandazione c'era l'aggiunta di una sirena anti-collisione a Bangalore, la valutazione delle porte di evacuazione e degli scivoli negli Airbus e una modifica del design sulla manopola dello strumento. Inoltre il rapporto esortava il governo a valutare ogni aeroporto in India per evitare che si verificassero incidenti simili.
L'incidente suscitò delle critiche tra l'Indian Commercial Pilot Association (ICPA) che sostenne che l'Airbus A320 aveva gravi difetti. I suoi membri dicevano che i sistemi dell'aereo erano troppo caotici e che l'equipaggio del volo 605 stava lottando per evitare l'incidente.
Un altro incidente di un A320 meno di due anni dopo (verificatosi in circostanze simili) portò a miglioramenti progettuali dell'unità di controllo di volo e numerose raccomandazioni di sicurezza.

## Il volo

### Decollo e avvicinamento
Il volo 605 decollò dall'aeroporto di Bombay alle 11:58 ora locale dopo un'ora di ritardo. Il velivolo aveva già volato altre due volte il giorno dell'incidente, operando come volo 669 e volo 670, volando da Bombay a Goa e ritorno. L'aereo era un Airbus A320-231 registrato in India come VT-EPN e consegnato per la prima volta alla Indian Airlines il 23 dicembre 1989, con a bordo 139 passeggeri e 7 membri dell'equipaggio, inclusi 4 neonati. La rotta assegnata all'aereo passava per l'aerovia W17 da Bombay a Belgaum via Karad e sulla W56 da Belgaum a Bangalore. La fase di decollo e il volo si svolsero normalmente.
Alle 12:53 ora locale il tracciato radar del volo 605 apparve sul radar di Bangalore. Il controllore per l'avvicinamento chiese al volo 605 di girare a destra e di avvicinarsi visivamente alla pista 09. I piloti disattivarono il pilota automatico prima di passare alla Torre di Bangalore.

### L'incidente
Mentre il volo 605 stava tentando di atterrare, i piloti volarono molto al di sotto del sentiero di discesa e il carrello d'atterraggio toccò terra nel Karnataka Golf Club, a circa 2.800 piedi dall'aeroporto. La maggior parte delle persone sull'aereo, inclusi alcuni membri dell'equipaggio, pensavano che l'aereo fosse atterrato sulla pista poiché somigliava al campo da golf. Il volo 605 rimbalzò e poco dopo colpì il suolo per la seconda volta. L'impatto causò il cedimento delle cinture di sicurezza di diverse persone, portando i passeggeri a essere sbalzati dai sedili e a colpire il pavimento dell'aereo. Il volo 605 in seguito colpì un terrapieno di 12 piedi. Sia i motori che il carrello d'atterraggio si staccarono e caddero a terra. L'Airbus sorvolò una strada per poi schiantarsi in un'area erbosa e rocciosa vicino all'aeroporto.

### Ricerca e salvataggio

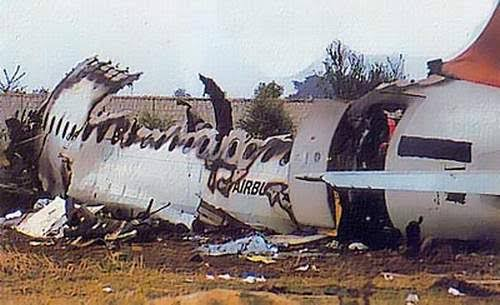
Il relitto dell'aereo. Dopo l'impatto venne avvolto immediatamente dalle fiamme.

Dopo lo schianto iniziò a divampare un incendio post-impatto e i sopravvissuti cominciarono a fuggire dal relitto in fiamme. Diverse persone riuscirono a uscire dall'aereo da un'apertura nella fusoliera. I sopravvissuti dell'equipaggio di cabina aprirono le porte d'emergenza sull'aereo per poter evacuare i sopravvissuti. 92 persone, composte da 88 passeggeri e 4 membri dell'equipaggio, morirono nello schianto, mentre 54 sono sopravvissute, tutte ferite. Due persone morirono per le ferite riportate dopo l'incidente.
Secondo i testimoni oculari nessuna unità dei vigili del fuoco ha mai raggiunto il luogo dell'incidente in quanto non vi era alcuna struttura di comunicazione tra la torre e i veicoli dei vigili. Era disponibile un trasmettitore radio portatile per la comunicazione tra la torre e la caserma dei vigili del fuoco dell'aeroporto, ma il giorno dell'incidente non era utilizzabile.

## I passeggeri e l'equipaggio
Il volo 605 trasportava 139 passeggeri e 7 membri dell'equipaggio, composto da 2 membri dell'equipaggio di cabina e 5 membri dell'equipaggio di cabina. C'erano 4 neonati a bordo del volo.
Il pilota ai comandi del volo era il capitano di nazionalità indiana Cyril Fernandez, 46 anni. Era entrato nella Indian Airlines nel 1977 come pilota venendo promosso come copilota. Alla fine divenne comandante sull'Hawker Siddeley HS 748. Nel 1983 Fernandez ricevette l'abilitazione come copilota per il Boeing 737, divenendone comandante nel 1984. L'uomo divenne copilota sull'Airbus A320 nel 1989. Aveva accumulato un'esperienza di volo di 9.307 ore, di cui 68 ore trascorse sull'Airbus A320.
Secondo il rapporto, il capitano Fernandez era sotto supervisione poiché stava subendo il primo dei 10 controlli di rotta richiesti per la qualifica a comandante. Durante il volo era seduto sul sedile sinistro.
Il pilota che stava supervisionando il comandante Fernandez era il comandante nazionale Satish Gopujkar, 44 anni. Era entrato a far parte della Indian Airlines nel 1969, venendo impiegato come copilota su un Hawker Siddeley HS 748 dal 1971 al 1981, arrivando a pilotare l'aereo come comandante. Nel 1981 ottenne l'abilitazione come copilota del Boeing 737 e successivamente divenne pilota in comando sullo stesso tipo di velivolo nel 1983. Nel 1989 venne promosso come copilota sull'Airbus A320. Il capitano Gopujkar vantava un'esperienza di volo totale di 10.340 ore, di cui 255 ore sull'Airbus A320. Durante il volo svolgeva le funzioni sia di copilota che di pilota di controllo.
Prima del volo 605 il capitano Gopujkar era rimasto coinvolto in un incidente di rullaggio presso Cochin, anche se non venne mai accusato dell'incidente. Durante il volo 605 era seduto sul sedile destro.

## Vittime
Nello schianto morirono 92 persone, tra cui il capitano Gopujkar e il capitano Fernandez. Secondo i rapporti ufficiali tra i 54 feriti almeno 20 riportarono lesioni alla testa, 32 avevano subito lesioni agli arti inferiori, in 7 erano feriti al torace. I dettagli nel rapporto rivelavano che la maggior parte dei morti aveva subito gravi traumi durante l'incidente. Almeno 81 vittime avevano riportato ferite da shock e ustioni.
Il rapporto continuava indicando che diversi passeggeri potevano essere rimasti troppo feriti per muoversi, lasciandoli fisicamente incapaci di fuggire dal relitto in fiamme. Potrebbero essere sopravvissuti all'impatto, ma a causa delle ferite riportate durante l'incidente non poterono fuggire. Il rapporto affermava che la maggior parte delle persone sedute vicino alle uscite di emergenza e agli scivoli sopravvisse allo schianto.
Poiché la maggior parte dei sopravvissuti e delle vittime dell'incidente era ferita alla testa e alle gambe, il team investigativo affermò che lesioni del genere potrebbero essersi verificate ai passeggeri (e ad alcuni membri dell'equipaggio) a bordo perché non c'era abbastanza spazio per le gambe. Inoltre, durante lo schianto, diversi sedili vennero spinti in avanti, facendo sbattere la testa a diversi passeggeri contro lo schienale del sedile di fronte.

## Le indagini
Il ministero dell'aviazione civile indiano aprì un'indagine su vasta scala sull'incidente. L'inchiesta coinvolse l'AAIB indiano e il TSB canadese. Il 19 febbraio gli investigatori arrivarono sul luogo dell'incidente e ispezionarono il relitto dell'aereo. Notarono che la parte anteriore dell'aereo si era distrutta durante l'impatto con l'argine. Un successivo incendio carbonizzò totalmente quel che rimaneva del velivolo.

### Ispezione iniziale
Gli investigatori decisero di ispezionare i componenti di volo del volo 605, vale a dire il timone, gli alettoni, l'equilibratore, i flap e gli slat, oltre a molti altri. Tuttavia non trovarono alcuna anomalia, portandoli ad escludere il malfunzionamento di un componente come possibile causa dell'incidente. Secondo gli investigatori anche il terrorismo era da escludere, in quanto non c'erano segni di esplosioni a bordo durante l'avvicinamento e non c'erano prove di bombe a bordo.

### Analisi FDR e CVR
Dopo il ritrovamento dell'FDR e del CVR, gli investigatori ne decodificarono e analizzarono il contenuto.
Gli investigatori effettuarono un'analisi basata su entrambi i registratori di volo come segue: il volo 605 si stava avvicinando all'aeroporto di Bangalore in modalità "open descent". In questa modalità i motori degli aerei operavano al minimo. I testimoni se ne accorsero poiché i motori sembrano girare in silenzio e l'aereo scendere gradualmente.
L'equipaggio del volo 605 disinserì il pilota automatico durante l'avvistamento alla pista dell'aeroporto di Bangalore. In seguito entrarono in contatto con la torre di controllo di Bangalore. Alle 13:40 ora locale il display dell'aereo indicava che l'altitudine era di poco inferiore a 5000 piedi e il suo percorso di avvicinamento era di 600 piedi più alto del normale percorso di planata.
Il comandante Fernandez se ne accorse e ordinò una riattaccata. Sarebbe salito a 6000 piedi, avrebbe compiuto un altro giro e si sarebbe allineato meglio al normale percorso di planata. Il pilota supervisore, comandante Gopujkar, rispose alla sua richiesta: "Vuoi una riattaccata? O vuoi la velocità verticale?"  Fernandez scelse di procedere con l'opzione della velocità verticale. Se i piloti avessero proceduto alla riattaccata l'emergenza seguita a questa decisione avrebbe potuto essere scongiurata.
Poiché l'aereo era un po' più alto del normale percorso di planata, Fernandez ordinò una velocità di discesa maggiore di 1000 piedi al minuto, invece della normale velocità di 700 piedi al minuto. Questa discesa più rapida aumentò la velocità dell'aereo a 275 km/h - superiore alla velocità raccomandata di 240 km/h - ma avrebbe aiutato l'aereo a riguadagnare il normale percorso di planata. L'aereo era ora anche in modalità velocità verticale, la modalità corretta per l'atterraggio.
Gopujkar passò quindi a controllare la check list per l'atterraggio. Dopo averla completata, richiese all'equipaggio di cabina di sedersi alle loro postazioni. Rendendosi conto che l'aereo aveva riacquistato la sua normale traiettoria di planata, Gopujkar riferì alle 01:42 di aver selezionato una "velocità di discesa di 700 piedi". Tuttavia, invece di girare la manopola della velocità verticale, selezionò accidentalmente la manopola dell'altitudine. Quindi, invece di inserire l'ordine per una velocità di discesa di 700 piedi all'Airbus A320, portò l'aereo a un'altitudine di 700 piedi.

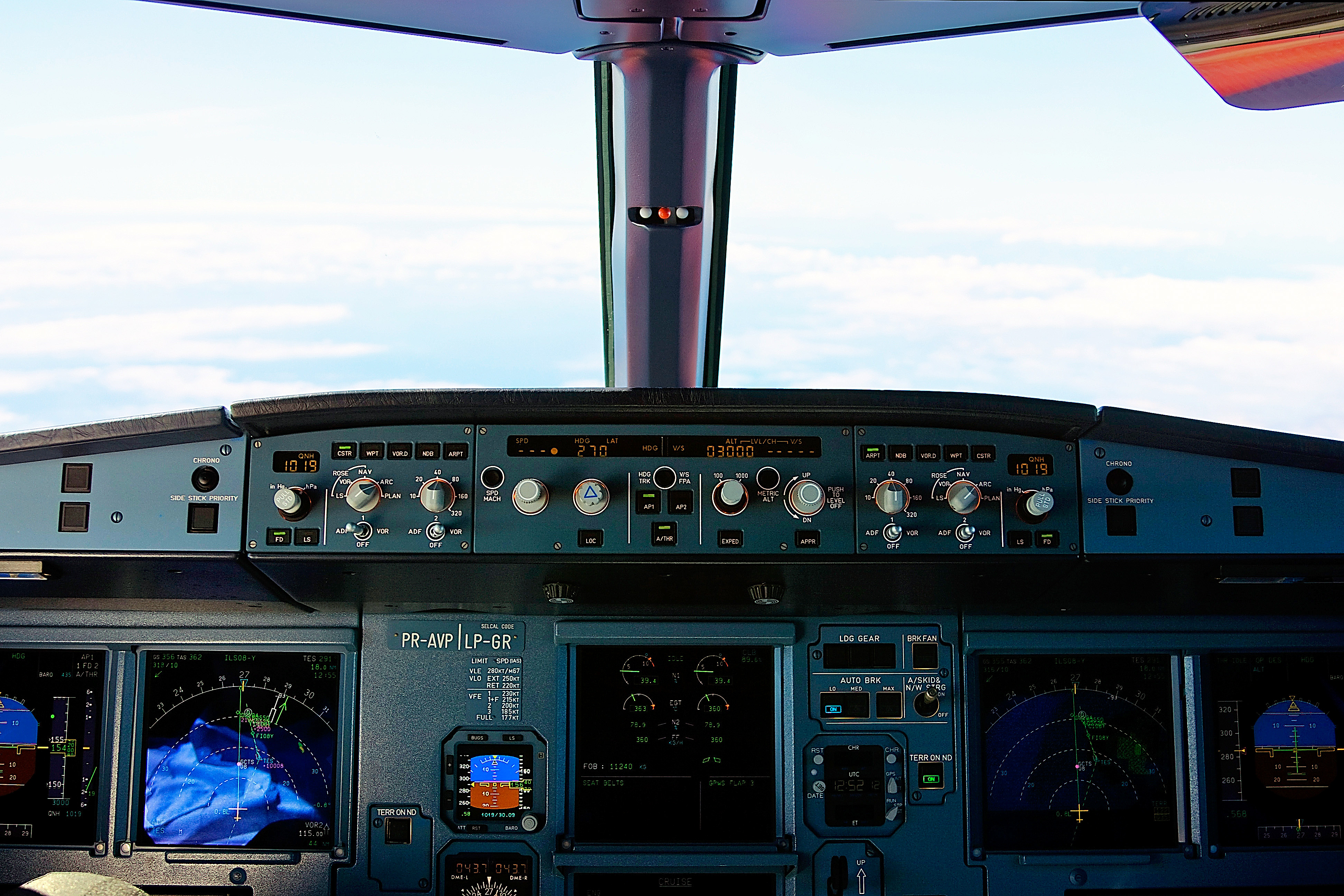
La cabina di pilotaggio di un Airbus A320. Vengono mostrate le dieci manopole di controllo.

La manopola della velocità verticale e la manopola dell'altitudine si trovano una accanto all'altra ed hanno un design simile. Questo potrebbe aver portato a confonderle.
A causa delle azioni del comandante Gopujkar l'aereo tornò in modalità 'open descent', portando l'automanetta in posizione di riposo. L'assenza di potenza del motore sull'aereo portò a una diminuzione della velocità dell'aereo, che iniziò a scendere più rapidamente. Nonostante l'imminente disastro i piloti del volo 605 sembravano non riuscire ad accorgersene.
L'altimetro radiofonico dell'aereo segnalò così "400 piedi", il che probabilmente allertò in qualche modo Gopujkar, perché all'improvviso osservò: "Stai scendendo con la modalità 'open descent' inattiva eh, per tutto questo tempo!". E mentre l'altimetro chiamava i "300 piedi", Gopujkar chiese: "Vuoi che i direttori di volo vengano rimossi ora?". Fernandez confermò che il suo direttore di volo era stato rimosso, quello del collega no. Se entrambi i direttori di volo fossero stati tolti in quel momento cruciale, l'aereo sarebbe passato alla modalità velocità, rilevando che la velocità stava diminuendo e che i motori avrebbero generato abbastanza potenza per una possibile riattaccata anche in quella fase avanzata.
L'Airbus continuò a precipitare verso il basso. Mentre si trovava a soli 135 piedi da terra, il comandante Fernandez si rese improvvisamente conto della gravità della situazione ed esclamò: "Ehi, stiamo andando giù!". Il comandante Gopujkar, anch'egli preso in contropiede, poté rispondere solo con "Oh, merda!" Quelle furono le sue ultime parole registrate. Fernandez ordinò un TOGA all'istante (Take-off Go-around). Tuttavia era troppo tardi. L'aereo si sollevò da terra, ma non riuscì a superare un terrapieno di 12 piedi e si schiantò a terra. Gli investigatori affermarono che se questa azione fosse stata intrapresa 2 secondi prima avrebbero potuto evitare il disastro.

### Le conclusioni del tribunale
L'Alta Corte del Karnataka disse che l'incidente era stato causato dai piloti che non si erano resi conto della gravità della situazione e non risposero tirando immediatamente su le manette, anche dopo le chiamate radio sull'altitudine di "Quattrocento", "Trecento" e "Duecento piedi", pur sapendo che l'aereo era in modalità di discesa inattiva/aperta.

## Controversia
Il team investigativo indiano concluse che l'incidente era stato causato da un errore del pilota, teoria supportata dalla Airbus. Tuttavia l'India Commercial Pilot Association (ICPA) contestò il rapporto, sostenendo che era stato un difetto di progettazione dell'Airbus A320 a portare al disastro.
L'ICPA affermò che il comandante anziano sul volo, il comandante Gopujkar, non avrebbe commesso tutta la serie di errori riportata dagli investigatori e che non c'erano prove che avesse impostato la discesa con l'interruttore sbagliato poiché il registratore dei dati di volo non riportava nulla di ciò. L'associazione ritiene inoltre che i motori fossero al minimo a causa di un grave difetto del sistema. Quando Gopujkar tentò di spegnere il suo direttore di volo il sistema non rispose. Dissero anche che il ritardo di 0,5 secondi per l'attivazione dei controlli di spinta automatica si era rivelato disastroso.
All'epoca l'Airbus A320 era ancora relativamente nuovo, essendo stato lanciato nel 1988, solo due anni prima. La sua principale differenza rispetto agli altri velivoli era che utilizzava la tecnologia fly-by-wire (FBW). In un aereo convenzionale il pilota era in contatto diretto con l'attuatore; quindi se il pilota spingeva la manetta ancor più in avanti, l'attuatore dava immediatamente più potenza al pilota. Nell'A320, tuttavia, il comando del pilota viene prima diretto a un computer di bordo e l'attuatore risponde solo quando il computer determina che è possibile farlo.
Prima dello schianto del volo 605 solo un Airbus A320 era stato coinvolto in un incidente simile: il volo Air France 296. Le indagini ufficiali stabilirono che la causa dell'incidente era un errore del pilota. Tuttavia il pilota incolpò dell'accaduto il sistema fly-by-wire. Questa affermazione diede inizio ad una grande controversia sull'Airbus A320.

## Conseguenze
Meno di due anni dopo lo schianto del volo 605 l'A320 subì un altro incidente mortale quando il volo Air Inter 148 si schiantò in Francia uccidendo 87 persone. Anche in questo caso l'incidente era il risultato in un volo controllato contro il suolo. L'indagine sul volo 148 criticò aspramente il design della cabina di pilotaggio dell'Airbus A320. In risposta vennero apportate delle modifiche al display del pannello dell'unità di controllo di volo; il BEA emanò 34 raccomandazioni di sicurezza.